# Peter Collins (żużlowiec)
Peter Spencer Collins (ur. 24 marca 1954 w Manchesterze) – brytyjski żużlowiec, występujący również na długim torze i na trawie.

## Życiorys

### Kariera sportowa
W 1976 roku mając 22 lata został Mistrzem Świata. Osiem razy brał udział w finałach IMŚ. Osiem razy był finalistą DMŚ zdobywając w nich pięć złotych medali, dwie srebrne i jeden brązowy. Siedem razy był w finałach Mistrzostw Świata Par – zdobywając cztery złote medale i jeden srebrny. 11 razy zakwalifikował się do finałów IMŚ na długim torze, zdobył srebrny medal i dwie brązowe medale. Dwunastokrotny finalista IM Wielkiej Brytanii i raz wygrał w finale w 1979 roku. Trzykrotny drużynowy mistrz ligi angielskiej z zespołem Belle Vue Aces.
29 marca 1987 r. ostatni raz wsiadł na motocykl żużlowy na stadionie Belle Vue Aces w Manchesterze.

### Życie prywatne
Brat Lesa Collinsa, Phila Collinsa, Neila Collinsa i Steve’a Collinsa, również żużlowców.

## Przynależność klubowa
Wielka Brytania
- Rochdale Hornets (1971)
- Belle Vue Aces (1971–1986)

## Osiągnięcia
Indywidualne Mistrzostwa Świata
- 1973 –  Chorzów – 12. miejsce – 6 pkt → wyniki
- 1974 –  Göteborg – 6. miejsce – 9 pkt → wyniki
- 1975 –  Londyn – 5. miejsce – 10 pkt → wyniki
- 1976 –  Chorzów – 1. miejsce – 14 pkt → wyniki
- 1977 –  Göteborg – 2. miejsce – 13 pkt → wyniki
- 1979 –  Chorzów – 11. miejsce – 6 pkt → wyniki
- 1980 –  Göteborg – 7. miejsce – 8 pkt → wyniki
- 1982 –  Los Angeles – 13. miejsce – 5 pkt → wyniki

Drużynowe Mistrzostwa Świata
- 1973 –  Londyn – 1. miejsce – 12 pkt → wyniki
- 1974 –  Chorzów – 1. miejsce – 12 pkt → wyniki
- 1975 –  Norden – 1. miejsce – 12 pkt → wyniki
- 1977 –  Wrocław – 1. miejsce – 10 pkt → wyniki
- 1978 –  Landshut – 2. miejsce – 6 pkt → wyniki
- 1980 –  Wrocław – 1. miejsce – 10 pkt → wyniki
- 1983 –  Londyn – 3. miejsce – 0 pkt → wyniki
- 1984 –  Leszno – 2. miejsce – 2 pkt → wyniki

Mistrzostwa Świata Par
- 1974 –  Manchester – 4. miejsce – 12 pkt → wyniki
- 1975 –  Wrocław – 4. miejsce – 8 pkt → wyniki
- 1977 –  Manchester – 1. miejsce – 15 pkt → wyniki
- 1980 –  Krško – 1. miejsce – 14 pkt → wyniki
- 1982 –  Liverpool – 2. miejsce – 15 pkt → wyniki
- 1983 –  Göteborg – 1. miejsce – 10 pkt → wyniki
- 1984 –  Lonigo – 1. miejsce – 13 pkt → wyniki

Indywidualne Mistrzostwa Świata na długim torze
- 1974 –  Scheeßel – 7. miejsce – 11 pkt → wyniki
- 1975 –  Radgona – 9. miejsce – 11 pkt → wyniki
- 1977 –  Aalborg – zakwalifikował się do finału, ale nie wystąpił → wyniki
- 1978 –  Mühldorf – 3. miejsce – 24+5 pkt → wyniki
- 1979 –  Mariańskie Łaźnie – 12. miejsce – 7 pkt → wyniki
- 1980 –  Scheeßel – 11. miejsce – 7 pkt → wyniki
- 1981 –  Radgona – 9. miejsce – 10 pkt → wyniki
- 1982 –  Korsko – 4. miejsce – 15 pkt → wyniki
- 1984 –  Herxheim bei Landau/Pfalz – 4. miejsce – 16 pkt → wyniki
- 1985 –  Korsko – 3. miejsce – 18 pkt → wyniki
- 1986 –  Pfarrkirchen – 2. miejsce – 18+5 pkt → wyniki

Indywidualne Mistrzostwa Anglii
- 1972 – Coventry – 14. miejsce – 3 pkt → wyniki
- 1973 – Coventry – 3. miejsce – 12+2 pkt → wyniki
- 1974 – Coventry – 8. miejsce – 8 pkt → wyniki
- 1975 – Coventry – 2. miejsce – 13+3 pkt → wyniki
- 1976 – Coventry – 4. miejsce – 12 pkt → wyniki
- 1978 – Coventry – 10. miejsce – 6 pkt → wyniki
- 1979 – Coventry – 1. miejsce – 15 pkt → wyniki
- 1980 – Coventry – 4. miejsce – 10 pkt → wyniki
- 1982 – Coventry – 4. miejsce – 11 pkt → wyniki
- 1983 – Coventry – 5. miejsce – 10 pkt → wyniki
- 1984 – Coventry – 9. miejsce – 7+3 pkt → wyniki
- 1985 – Coventry – 11. miejsce – 5 pkt → wyniki

Młodzieżowe Indywidualne Mistrzostwa Wielkiej Brytanii
- 1971 – Swindon – 12. miejsce – 5 pkt → wyniki
- 1973 – Canterbury – 1. miejsce – 14 pkt → wyniki

## Odznaczenia
- Order Imperium Brytyjskiego V klasy (MBE)